# 甘家口站
甘家口站是一个位于中国北京市海淀区甘家口街道与西城区展览路街道交界，三里河路与阜成门外大街交叉口，属于北京地铁16号线的地铁车站。
2022年5月4日，因车站附近发生聚集性疫情，甘家口站暂时封闭，列车通过不停车，5月11日恢复运营。

## 车站结构

### 车站楼层

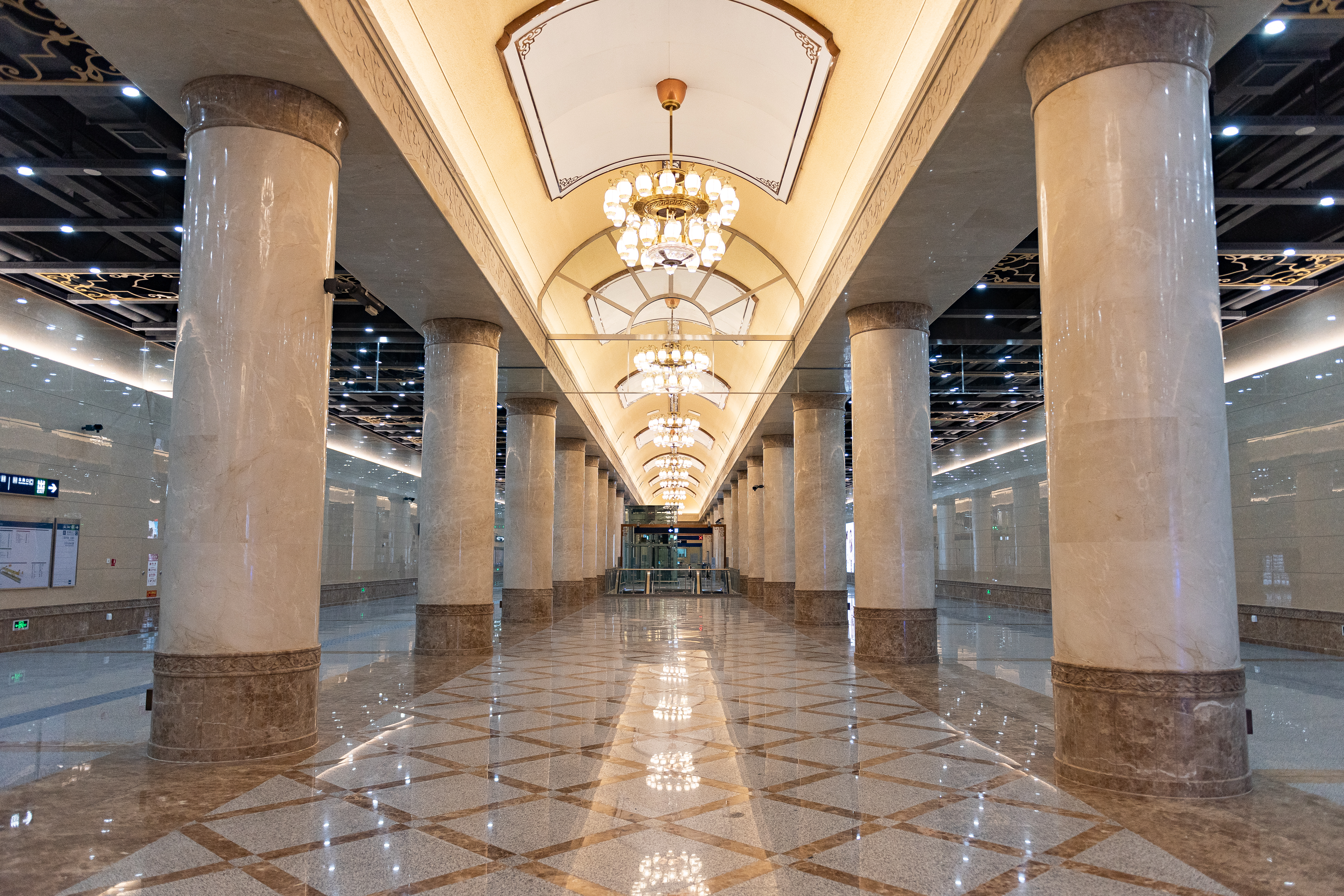
车站大堂（2020年12月摄）

16号线甘家口站是地下二层岛式车站，车站总长273.9米，总宽23.2米，地下一层为站厅层，地下二层为站台层，站厅层为3号线预留换乘节点。16号线车站以“三里河秋色”为设计主题，以银杏为代表性设计元素，站厅至站台扶梯旁的玻璃上印有银杏树图案。
| G                 | 地面 | 出入口 |
| B1                | 站厅 | 客务中心、自动售票机、进出站闸机                                                                                |
| B2                | 站台 | \| \| \| █ 16号线往北安河（二里沟） \| \| 島式 · 開左邊车门 \| \| \| \| \| \| █ 16号线往宛平城（玉渊潭东门） \| |
|                   |      | █ 16号线往北安河（二里沟）                                                                                      |
| 島式 · 開左邊车门 |      | |
|                   |      | █ 16号线往宛平城（玉渊潭东门）                                                                                  |

### 站台

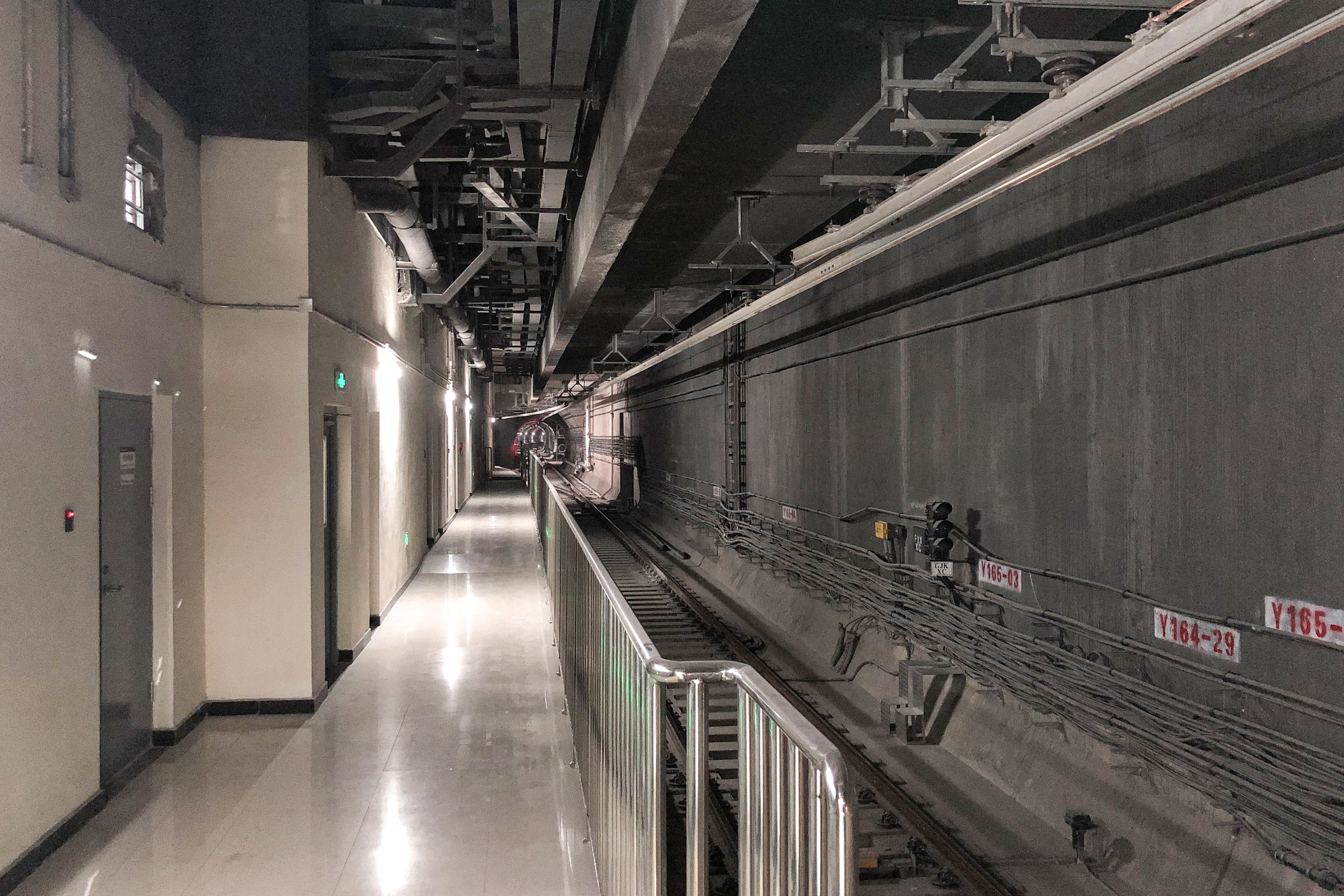
站台南端的甘玉区间起点，可见通往存车线的道岔（2021年1月摄）

16号线甘家口站设有一座岛式站台，位于三里河路地底。站台设有两台通往站厅的直梯。本站月台南端设有一条存车线。曾用作16号线中段终点站折返，直至2022年12月31日，16号线南段开通后变中途站。

## 出入口
16号线甘家口站在甘家口路口的西北、东北、东南角均设有出入口，唯因西南角为钓鱼台国宾馆及银杏景观大道而不设西南口。
|                       |          |                                                                                                  |      |                |
| 编号                  | 指示     | 建议前往的目的地                                                                                 | 照片 | 无障碍设施图片 |
| 出口 · A · 升降机标志 | 三里河路 | 三里河路（西侧）、北京实验学校小学、甘家口大厦、海淀区青少年科技活动中心                         |      |                |
| 出口 · B              | 三里河路 | 三里河路（东侧）、展览路少年宫、北京八中百万庄校区、北京华文学院、中国地质科学院、中国地质调查局 |      | 不適用         |
| 出口 · C · 升降机标志 | 三里河路 | 三里河路（东侧）、方正证券大厦                                                                   |      |                |
| 註： 設有             |          |                                                                                                  |      |                |

## 历史
本站在2011年批复的16号线早期规划中名为阜外大街站。2013年，本站的工程名改为甘家口站，同年12月开工，车站主体结构施工则于2016年9月完成。
2020年7月15日，16号线西苑站至本站的区段实现长轨贯通，同年12月31日随16号线中段开通运营。